# Aziatische kampioenschappen judo 2004
De Aziatische kampioenschappen judo van 2004 werden op 15 en 16 mei 2004 gehouden in Almaty, Kazachstan. Er waren 194 deelnemers, 113 mannen en 81 vrouwen.

## Resultaten

### Mannen
| Gewichtsklasse | Goud                  | Zilver                | Brons                                      |
| -------------- | --------------------- | --------------------- | ------------------------------------------ |
| – 60 kg        | Bazarbek Donbay       | Cho Nam-suk           | Tatsuaki Egusa Khashbaataryn Tsagaanbaatar |
| – 66 kg        | Muratbek Kipshakbayev | Gantömöriin Dashdavaa | Bang Gui-man Murat Kalikulov               |
| – 73 kg        | Kim Jae-hoon          | Sagdat Sadykov        | Egamnazar Akbarov Masahiro Takamatsu       |
| – 81 kg        | Ramziddin Sayidov     | Reza Chahkhandagh     | Masahiko Tomouchi Kwon Young-woo           |
| – 90 kg        | Park Sun-woo          | Vyacheslav Pereteyko  | Krisna Bayu Hiroshi Izumi                  |
| – 100 kg       | Askhat Zhitkeyev      | Jang Sung-ho          | Takeo Shoji Abbas Fallah                   |
| + 100 kg       | Kim Sung-bum          | Keiji Suzuki          | Yeldos Ikhsangaliyev Abdullo Tangriev      |
| Open klasse    | Hong Sung-hyun        | Yeldos Ikhsangaliyev  | Hidekazu Shoda Abbas Fallah                |

### Vrouwen
| Gewichtsklasse | Goud           | Zilver                   | Brons                          |
| -------------- | -------------- | ------------------------ | ------------------------------ |
| – 48 kg        | Kayo Kitada    | Ri Kyong-ok              | Tatyana Shishkina Zhao Shunxin |
| – 52 kg        | Lee Eun-hee    | Xian Dongmei             | An Kum-ae Natsuko Kimijima     |
| – 57 kg        | Liu Yuxiang    | Khishigbatyn Erdenet-Od  | Kie Kusakabe Choe Hyon-ju      |
| – 63 kg        | Ayumi Tanimoto | Lee Bok-hee              | Hong Ok-song Li Shufang        |
| – 70 kg        | Masae Ueno     | Kim Ryon-mi              | Sagat Abikeyeva Kim Mi-jung    |
| – 78 kg        | Sae Nakazawa   | Liu Xia                  | Cho Soo-hee Varvara Masyagina  |
| + 78 kg        | Xue Fuyan      | Erdene-Ochiryn Dolgormaa | Kei Eguchi Choi Sook-ie        |
| Open klasse    | Xu Lihui       | Mika Sugimoto            | Cho Hye-jin Mariya Shekerova   |

## Medaillespiegel
| Plaats | Land        | Goud | Zilver | Brons | Totaal |
| 1      | Zuid-Korea  | 5    | 3      | 6     | 14     |
| 2      | Japan       | 4    | 2      | 9     | 15     |
| 3      | Kazachstan  | 3    | 2      | 4     | 9      |
| 4      | China       | 3    | 2      | 2     | 7      |
| 5      | Oezbekistan | 1    | 1      | 4     | 6      |
| 6      | Mongolië    | 0    | 3      | 1     | 4      |
| 7      | Noord-Korea | 0    | 2      | 3     | 5      |
| 8      | Iran        | 0    | 1      | 2     | 3      |
| 9      | Indonesië   | 0    | 0      | 1     | 1      |
| Totaal | Totaal      | 16   | 16     | 32    | 64     |